# Seehaus (Fichtelgebirge)
Das Seehaus steht im Hohen Fichtelgebirge (Nordostbayern) und ist ein Gemeindeteil der Gemeinde Tröstau  im Landkreis Wunsiedel im Fichtelgebirge (Oberfranken, Bayern). Es ist ein ganzjährig bewirtschaftetes Unterkunftshaus des Fichtelgebirgsvereins und nur auf Wanderwegen zu erreichen.

## Geschichte
Das Seehaus verdankt seine Entstehung dem Bergbau auf Zinnerz, der dort am Westhang des Seehügels ab dem 17. Jahrhundert betrieben wurde. Es entstand zunächst als Zechenhaus, ein Unterkunftshaus für die Bergbauarbeiter. 1926 übernahm der Fichtelgebirgsverein das Gebäude, brach 1928 das baufällige Haus ab und errichtete im selben Jahr ein neues Unterkunftshaus für Wanderer. In den nachfolgenden Jahrzehnten erfolgten viele An- und Umbaumaßnahmen.

## Berühmte Besucher
Am 1. Juli 1785 kam am Seehaus, damals noch Zechenhaus genannt, Johann Wolfgang von Goethe bei seiner Wanderung von Wunsiedel zum Ochsenkopf vorbei und beschrieb den Zinnbergbau. Begleitet wurde er von Karl Ludwig von Knebel und Friedrich Gottlieb Dietrich. Den heutigen Seehausbrunnen hielt er für die Quelle des Mains; dieser Irrtum beruhte vermutlich auf der Tatsache, dass das dortige Zinnbächlein damals noch zum Weißen Main hin entwässerte und erst zehn Jahre später zum neu angelegten Stauweiher Fichtelsee (und damit zur Donau) umgeleitet wurde.